# اتفاقية العريش
اتفاقية العريش (24 يناير 1800) بين فرنسا والدولة العثمانية، بعد حصار دام 11 يوماً. هذه المعاهدة سعت لإنهاء سيطرة بريطانيا على طرق التجارة في شرق البحر المتوسط. وفيها تعترف الدولة العثمانية بسلطة فرنسا على مصر. المعاهدة دفعت روسيا لإرسال المزيد من سفنها الحربية إلى شرق البحر المتوسط.

## خلفية
ترك نابليون بونابرت مصر والأخطار تهدد الحملة الفرنسية من كل جانب. فالجيش في تناقص عددي بسبب المعارك والحروب الداخلية والخارجية، والدولة العثمانية أرسلت حملة أخرى إلي العريش ودمياط، والمماليك عادوا للمقاومة مرة أخرى، وتجددت ثورة المصريين في الشرقية وامتدت إلي وسط الدلتا وغربها.
أدرك كليبر صعوبة التغلب علي هذه الأمور، ورأي أن من المصلحة مغادرة الحملة لمصر، وقرر عرض أمر الصلح علي الصدر الأعظم للدولة العثمانية وقائد الأسطول الإنجليزي في البحر المتوسط، علي أن يخرج جنوده إلي فرنسا علي نفقة الدولة العثمانية، وقد اتفق علي ذلك فعلاً في معاهدة عرفت بمعاهدة العريش في أوائل سنة 1800.
ولما علمت حكومة إنجلترة بمضمون الاتفاق اعترضت وطلبت استسلام الجيش الفرنسي، فرفض كليبر وقرر إلغاء المعاهدة، وأرسل إلي الصدر الأعظم ليسحب جيشه الذي أرسله إلي مصر لاسترجاعها وفقاً للمعاهدة. ولكن يوسف باشا قائد الجيش العثماني رفض الانسحاب إلي الشام وعسكر في المطرية.
فخرج كليبر علي رأس عشرة آلاف جندي فرنسي وتقابل مع الجيش العثماني عند عين شمس وهزمه هزيمة منكرة. وانسحبت القوات العثمانية إلي الشام مرة أخرى.
ولكن هذه المعاهدة التي كانت بين كليبر والدولة العثمانية لم تنفذ في الوقت التي صدرت فيه لأن عندما عقدت في تاريخ 24 يناير 1800 بعدها بستة أشهر وعشرة أيام قُتَل الجنرال كليبر على يد سليمان الحلبي فإلغيت المعاهدة في ذلك الوقت